# ميخائيل الثاني (بابا الإسكندرية)
 ميخائيل الثاني (خائيل الرابع) بابا الإسكندرية وبطريرك الكرازة المرقسية, بطريرك الكنيسة القبطية الأرثوذكسية رقم 68 (1092 - 1102) في عهد تملك الأشرف أبي النصر قايتباي الظاهري.
في البداية كان راهب في دير القديس العظيم ماكاريوس في سكيتيس. ثم توجه إلى مكان قرب سينغار، حيث كان يعيش في كهف لاكثر من 20 عاما. بابا الإسكندرية 12 بابه 809 صباحا (9 أكتوبر 1092 م).كان يعرف عنه حبه للفقراء والمحتاجين، وإنفاق الأموال على الكنيسة كان يقوم بسداد الضرائب عن العاجزين عن أدائها تعويضا لأولئك الأقباط الذين لا يستطيعون دفعها بحيث يمكنهم الاحتفاظ بالمسيحية.
تعهد بافتقاد إكليروس الإسكندرية وكنائسها بنوع خاص وباجتناب السيمونية (هذه اللفظة اتخذوها من اسم سيمون الساحر الذي قال عنه كاتب سفر الأعمال أنه كان يريد أن يشتري مواهب الروح القدس بالفضة)وإعادة ما كان اغتصبه البابا السابق عبد المسيح لذاته عن الكنائس (كنيسة المعلقة ومرقوريوس أبو سيفين والسيدة العذراء بحارة الروم والملاك ميخائيل بالجيزة ثم دير الشمع ودير الفخار) 
المؤرخ ابن المكين نقلت فيما بعد سرد المؤرخون ان ميخائيل الرابع ذهب رحلة إلى إثيوبيا لطلب هذا البلد الإمبراطور السماح ليضان النيل إلى المستويات العادية، مما ينهي المجاعة الحالية..تريمينغهام ترفض هذا مجرد أسطوره.
بقي في المنصب لمدة 9 سنوات و 7 أشهر و 17 يوما وكان موته في 16 أمشير سنة 1194م ش الموافق 1478م.